# منتزه الداخلة الوطني
مُنتزه الداخلة الوطني (بالبربر:ⴰⴼⵔⴰⴳ ⴰⵏⴰⵎⵓⵔ ⵏ ⵅⵏⵉⴼⵉⵙ) هو متنزه وطني مَغربي أُنشِأَ في 2014 ويَقع في الصحراء الغربية. تبلغ مساحتهُ 888,89 18 كلم2. سُجِّل المُنتزه في القائمة الإرشادية للمغرب في التُراث العَالمِي لليونسكو. اعتُرفَ بخليج الداخلة، الواقع في المُنتزه، موقعًا لرامسار مُنذ عام 2005. ويُعتَبر المنتزه مَلجَأً لغزال المور.